# エンケラドゥス (衛星)
エンケラドゥスまたはエンケラドスまたはエンセラダス (Saturn II Enceladus) は、土星の第2衛星。直径498 km、土星からの距離は約24万km、土星の周りを33時間ほどで公転している。生命の可能性を持つ衛星として知られる。
1789年に天文学者ウィリアム・ハーシェルによって発見された。その後、1847年にギリシア神話のギガース族の1人エンケラドスにちなみ、息子のジョン・ハーシェルが命名・発表した。

## 概要

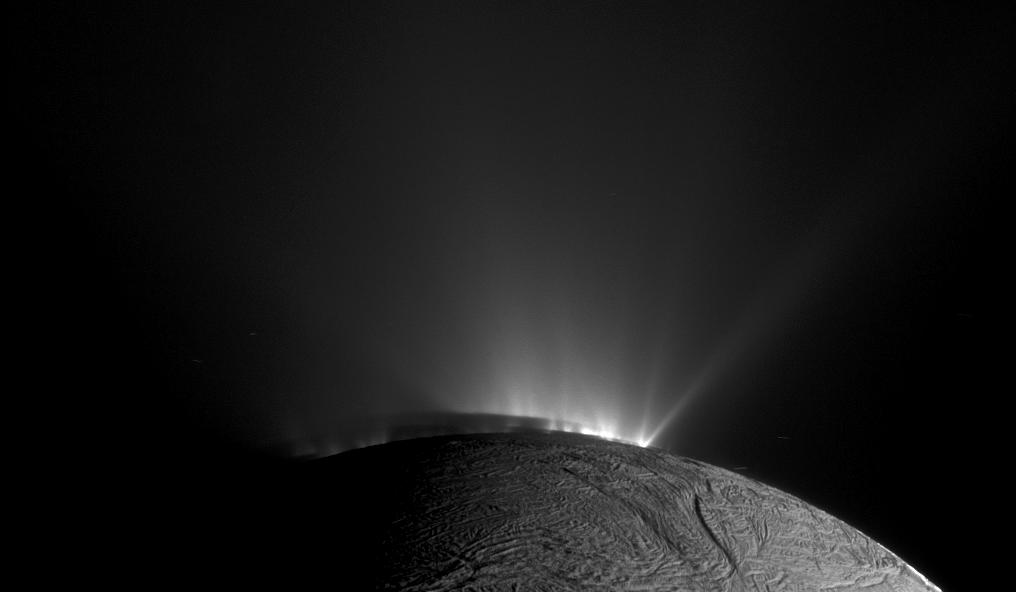
エンケラドゥスの間欠泉。

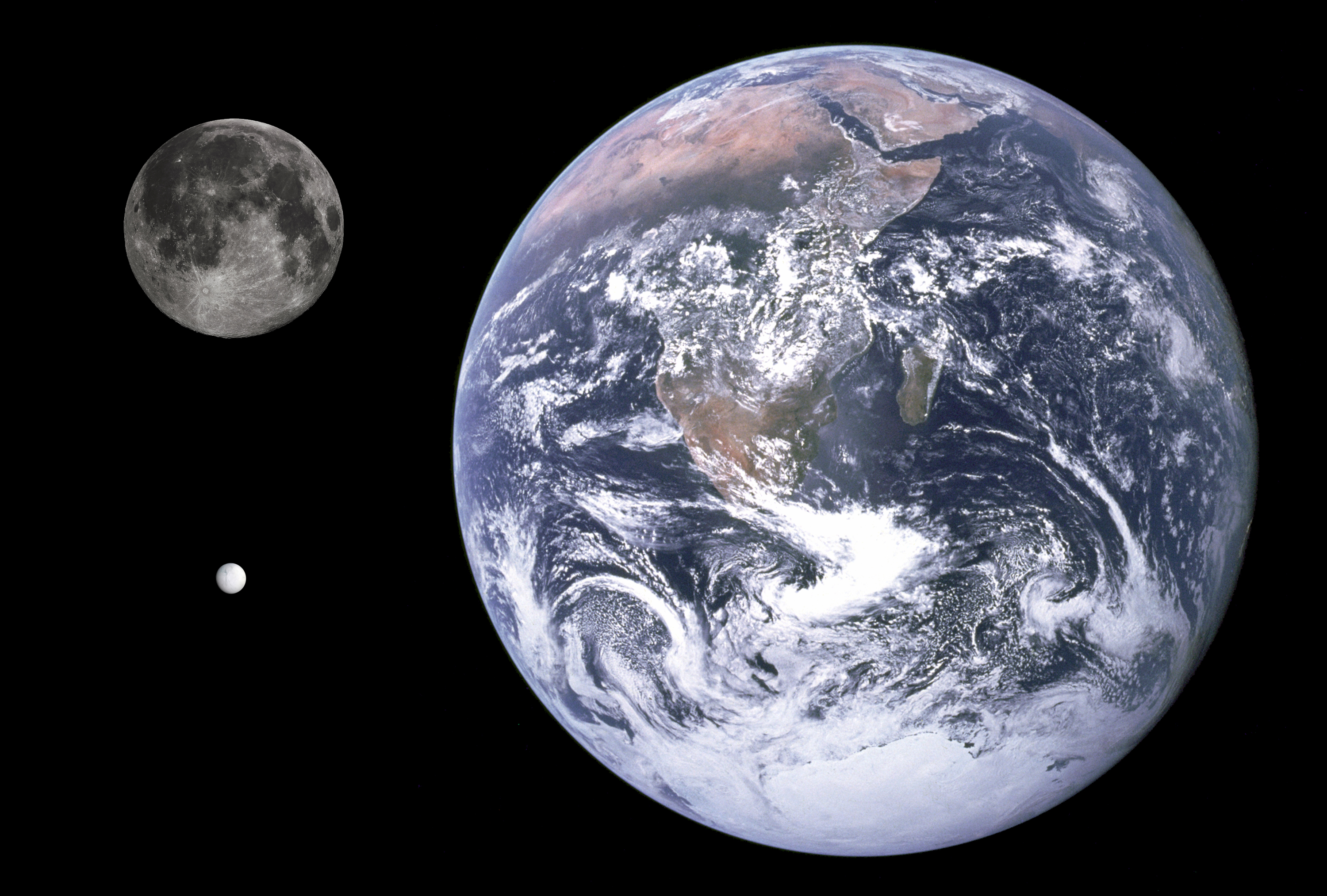
エンケラドゥス(左下)と月(左上)
地球(右)の大きさの比較

直径は平均500キロメートルほどだが、熱源を持ち、土星の衛星としては6番目に大きい。反射率が極めて高く、太陽系の中で最も白い星とされる。表面は比較的新しい氷で覆われている。
2005年3月ごろ、エンケラドゥスに接近したNASA/ESAの無人土星探査機カッシーニが、エンケラドゥスに極めて微量の大気を発見した。大気の成分は水蒸気と見られている。火山か間欠泉などの大気の安定した供給源があるものとみられる。しかし、エンケラドゥスは重力が小さく、大気はすぐに宇宙に逃げてしまう。同じく木星の衛星のイオや、海王星の衛星トリトンには火山噴出物による微量な大気が観測されている。

## 発見と命名

### 発見
エンケラドゥスは1789年8月28日にウィリアム・ハーシェルによって発見された。観測には彼の 1.2 メートル口径の望遠鏡が用いられており、これは当時としては世界最大の望遠鏡であった。エンケラドゥスは見かけの明るさが暗く、また土星とその環に近いため、小さい望遠鏡では地球から観測するのが難しい。ボイジャーによる接近観測が行われるまでは、点としての画像しか捉えられておらず、その詳細な性質はよく分かっていなかった。質量、密度、アルベドは推測値に過ぎず、軌道特性が判明しているのみであった。

### 命名
エンケラドゥスの名称を提案したのは、ウィリアム・ハーシェルの息子で天文学者のジョン・ハーシェルである。エンケラドゥスを含む既に発見されていた7つの衛星に対して、1847年に発表した『Results of Astronomical Observations made at the Cape of Good Hope』の中で命名した。
エンケラドゥスの地形の名称は、国際天文学連合によって千夜一夜物語のリチャード・フランシス・バートンによる翻訳版に登場する人物と地名から命名されている。衝突クレーターは登場人物から命名されており、その他の地形は登場する場所や地名から命名されている。

## 軌道と自転

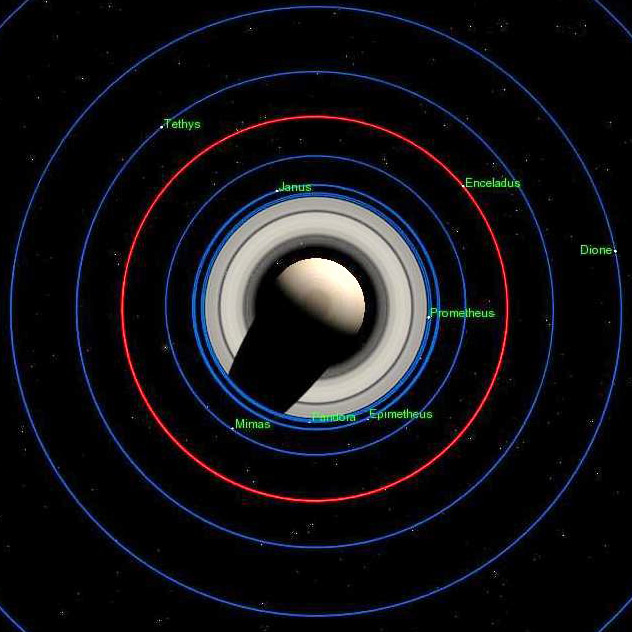
土星の北極側から見たエンケラドゥスの軌道 (赤線)

エンケラドゥスは、ディオネ、テティス、ミマスと並ぶ、土星の主要な衛星であり、ミマスとテティスの間を公転している。
エンケラドゥスは現在ディオネと 2:1 の平均運動共鳴を起こしており、ディオネが土星の周りを一周周る間にエンケラドゥスは二周公転する。この共鳴によってエンケラドゥスの軌道離心率は 0.0047 に保たれている。このように別の天体からの影響によって決まる離心率は forced eccentricity と呼ばれている。離心率がゼロではないため、エンケラドゥスは公転に伴って潮汐力による変形を起こす。変形によって天体内部でのエネルギー散逸が発生し、これが現在のエンケラドゥスの地質学的活動を引き起こす熱源になっている。エンケラドゥスはE環の最も濃い部分を公転しており、この環の物質の主要な供給源になっている。
土星の他の大きな衛星と同様に、エンケラドゥスは公転周期と自転周期が同期しているため、常に同じ面を土星に向けながら公転している。地球の月とは異なり、エンケラドゥスは自転軸に関して 1.5° よりも大きな秤動は起こさない。しかしエンケラドゥスの形状の解析からは、過去には 1:4 の強制された二次の自転と公転の秤動を起こしていたことが示唆されている。この秤動によってエンケラドゥスにさらなる熱源が発生した可能性がある。

## 土星の環との関係

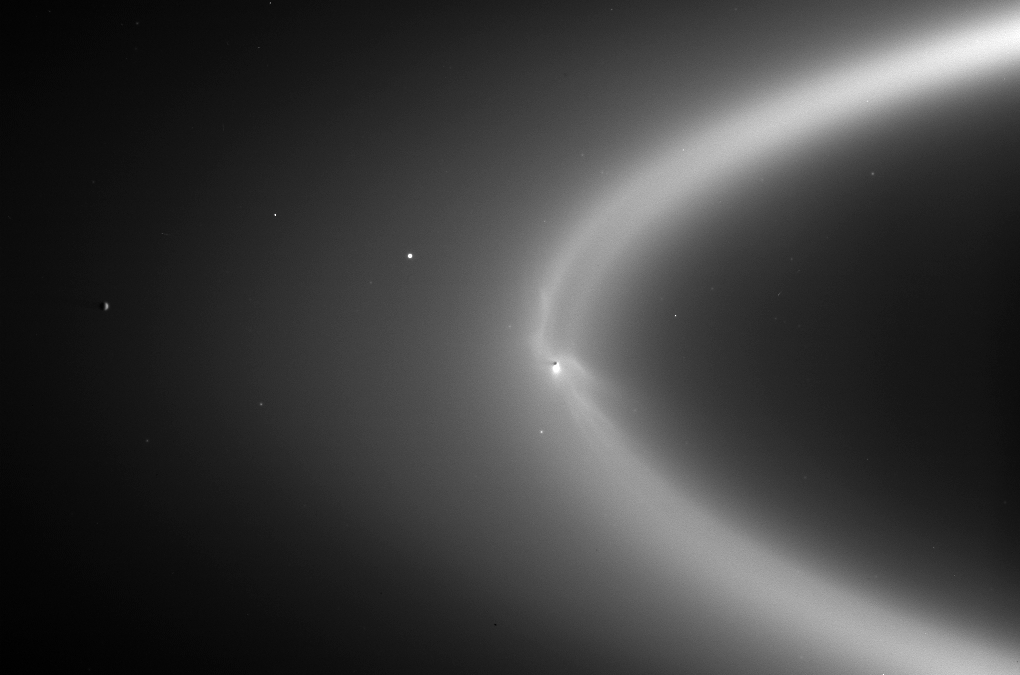
土星のE環の中を公転するエンケラドゥス

エンケラドゥスからの噴出物の組成は彗星の組成と類似しており、E環の供給源となっている。E環は、希薄なフェーベ環を除くと土星の環の中で最も幅広で最も外側にある環である。ミマスの軌道とタイタンの軌道の間に非常に広く分布しているが非常に淡く、また微小な氷かダスト物質から構成されている。
数学的なモデルは、E環は 10,000〜1,000,000年の時間スケールで不安定であることを示している。そのため、E環を構成している粒子は定期的に供給されている必要がある。エンケラドゥスの軌道は、E環の最も細いが密度も最も高い領域に存在する。1980年代には、エンケラドゥスがE環の粒子の主要な供給源だろうという仮説が存在した。この仮説の正しさは2005年のカッシーニによる最初の2回のフライバイ観測によって確認された。

## 地質

### 表面の特徴
エンケラドゥス表面の初めての詳細な観測は、ボイジャー2号によって1981年8月に行われた。この観測では少なくとも5種類の地形が存在することが明らかになった。ある領域はクレーターが多く、別の領域は滑らかで若い表面を持ち、また滑らかな領域に沿って存在する隆起した地形も発見された。さらに直線状のひび割れや断層状の構造も見つかっている。滑らかな地形では比較的クレーターの個数が少ないことから、この領域の表面は数億年以内に形成されたと考えられる。そのため、エンケラドゥスは氷火山やその他の表面を更新する活発なプロセスによって、比較的最近に更新されたはずである。
上記のプロセスによってエンケラドゥスの表面には新鮮な氷が供給されているため、太陽系内の天体の中で最も反射率の高い表面を持つ。可視光での幾何アルベドは 1.38、またボンドアルベドは 0.81 ± 0.04 と推定されている。このように太陽光を非常によく反射するため、エンケラドゥスにおける正午の平均温度は -198℃ までしか上昇せず、他の土星の衛星と比べてもいくらか低温である。
2005年になってカッシーニによる探査が行われ、ボイジャー2号による観測よりも遥かに詳細な表面の特徴が明らかになった。ボイジャー2号によって観測された滑らかな平原は、無数の小さな尾根や急斜面で満たされた比較的クレーターの少ない領域であることが判明した。クレーターが多い古い領域では多数の断層状の構造が発見され、クレーターが形成された後に広域的な変形にさらされた可能性があることが示唆された。

### 南極付近での地質活動

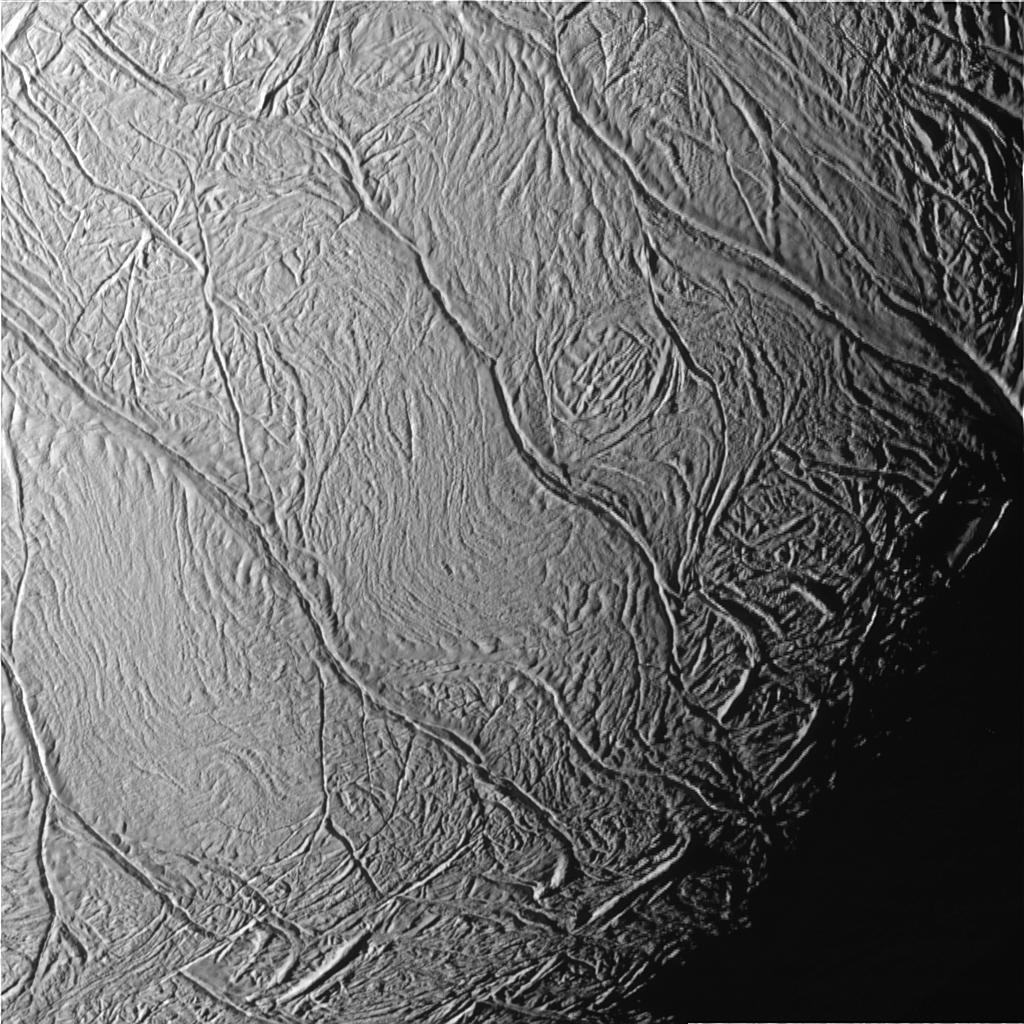
Tiger Stripesと呼ばれるひび割れ。

カッシーニ探査機の観測により、エンケラドゥスの南極付近の表面で活発な地質活動をしている証拠と思われるひび割れが見つかり、"Tiger Stripes"と名づけられた。エンケラドゥスの表面は、このひび割れから噴出する新しい氷によって絶えず塗り替えられていくと考えられている。さらにひび割れから噴出しているものが氷の粒子および水蒸気であり、地下に存在する液体の水が貯水池のような役割を果たしている可能性があることを、NASAの研究者が発表した。この地質活動を起こす熱源は不明であるが、内部の放射性物質の崩壊や、潮汐力によるエネルギーなどが考えられている。
カッシーニ探査機の観測結果を分析した米国ジェット推進研究所の発表によると、エンケラドゥスから噴出した水蒸気や氷の粒子がプラズマになり、土星の磁場に取り込まれることによって土星磁場の回転速度がわずかに遅くなることが判明した。つまり、電波観測によりこれまで求められていた土星の自転周期は、エンケラドゥスの影響により実際の土星の自転より長くなってしまうことを意味する。

## 内部構造

### 内部の構造と組成

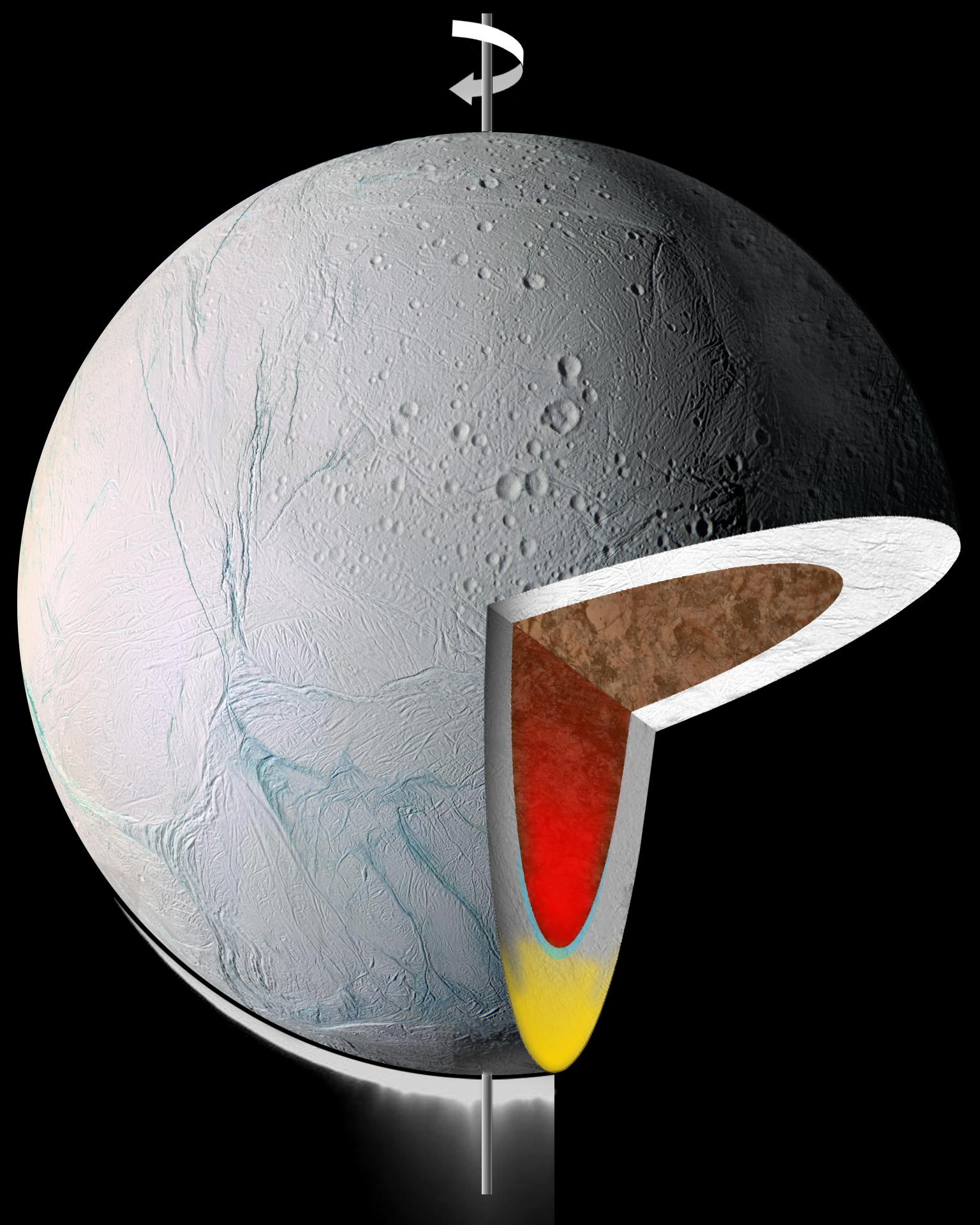
エンケラドゥスの内部の想像図。茶色が岩石質の核、白が氷が豊富なマントルである。また南極地下に存在することが提唱されているダイアピル構造も黄色と赤で示されている。

カッシーニによる探査以前はエンケラドゥスの内部構造についてはほとんど分かっていなかった。しかしカッシーニのフライバイ観測によって内部構造についての情報が得られている。
ボイジャー2号による質量の推定からは、エンケラドゥスはほとんどが水氷で出来た天体であると推測された。しかしカッシーニにはたらくエンケラドゥスの重力を元に推定された質量は、それまでに考えられていたよりもずっと大きいことが判明し、平均密度は 1.61 g/cm3と推定された。この密度は、土星のその他の中型サイズの氷衛星よりも高く、エンケラドゥスはそれらよりも多い割合の岩石と鉄を含んでいることが示唆される。
Castillo らによる研究では、イアペトゥスとその他の土星の氷衛星は、土星の周囲にあった周惑星円盤の中で比較的急速に形成され、そのため短寿命の放射性核種を豊富に含んでいたことが示唆された。アルミニウム26や鉄60といったこれらの放射性核種は半減期が短いため急速に崩壊し、衛星内部で比較的急速に熱源になったと考えられる。エンケラドゥスの岩石の割合は比較的高いものの天体サイズが小さいため、冷却は急速に進む。そのため短寿命核種が存在しなければ、たとえ長寿命の放射性核種が熱源として存在しても内部が急速に固化するのを防ぐことは出来ないとされている。エンケラドゥスの岩石比率が比較的高いことを考えると、短寿命の放射性核種による加熱の影響で氷のマントルと岩石の核に分化していると考えられる。その後の放射性物質の崩壊と潮汐加熱によって、核の温度は 1,000 K にまで上昇し、内部マントルを溶融させるのに十分な温度となる。しかしエンケラドゥスが現在も依然として地質学的に活発であるためには、核の一部も溶融し、マグマ溜まりを形成している必要がある。ディオネとの共鳴や、あるいは秤動に起因する潮汐加熱によって、核における高温領域が維持され、現在の地質学的な活動の駆動源になっている可能性がある。
衛星の質量と地球化学モデルからの推定に加え、内部が分化していた場合にエンケラドゥスの形状にどのような影響が及ぼされるかという観点からの研究も行われている。エンケラドゥスが静水圧平衡状態であると仮定し、エンケラドゥスの輪郭の測定から形状を決定したものと比較すると、エンケラドゥスの内部は未分化であると考えるとよく一致するという結果が得られている。これは先述の質量と地球化学モデルから推定された結果とは相反するものである。しかし現在の形状からは、エンケラドゥスは静水圧平衡にない可能性があることを支持する結果も得られており、過去のどこかの段階では分化した内部構造を持ち現在よりも速く自転していた可能性も指摘されている。カッシーニによるエンケラドゥスの重力場の観測からは、核の密度は低いことが分かっており、核は岩石成分に加えて水も含んでいることが示唆される。

### 内部海の存在
エンケラドゥスの地下に液体の水が存在するという兆候は、2005年以降多数報告されている。最初に報告されたのは南極からの水蒸気を含んだ噴出物の観測であり、毎秒 250 kg の水蒸気が最大で時速 2,189 km で宇宙空間に噴出している様子が捉えられた。その後すぐに、エンケラドゥスの噴出物がE環の起源であることが明らかになった。噴出物中に検出されている塩化物は Tiger Stripes に沿って一様に分布している一方で、「新鮮な」粒子は高速のガスのジェットと密接に関係している。塩化物の粒子は重く、大部分は表面に落下して戻るのに対し、高速な「新鮮な」粒子はエンケラドゥスの重力を脱出してE環を構成する物質となる。そのため、E環の物質に塩化物が少ない理由が説明できる。噴出物に塩化物が多く含まれることから、これらの起源はエンケラドゥスの内部海であることが示唆される。さらにカッシーニは、ベンゼンのような有機物だけではなく、有機化合物の痕跡をダスト粒子から検出している。また、分子量が200程度の複雑な有機化合物も検出されている。
カッシーニが2010年12月に行ったエンケラドゥスのフライバイの際には重力場の測定が行われ、凍った表面の下には液体の水が存在する可能性があることが判明した。しかしこの時の観測では、内部海は南極領域に局在していると考えられた。内部海の上部はおそらくは分厚い氷の層の下 30〜40 km に存在すると推定され、南極での内部海の深さは 10 km と推測された。
さらに2015年9月16日には、7年以上に渡るカッシーニによる観測の結果、エンケラドゥス表面の氷の下に広がる海が星全体を覆っているという研究結果がNASAによって発表された。研究者によると、土星を周回することで起こるほんの小さな振動（秤動）が観測され、氷の地殻全体が内部の岩石コアとは分離して存在していることが示唆された。従って、氷の下に液体の海が星全体に広がっていることでしか説明できないとしている。秤動の大きさは 0.120° ± 0.014° であり、この大きさから全球的な内部海の深さは 26〜31 km であることが示唆されている。これは地球の平均の海洋深さである 3.7 km よりも深い。

## 生命の可能性

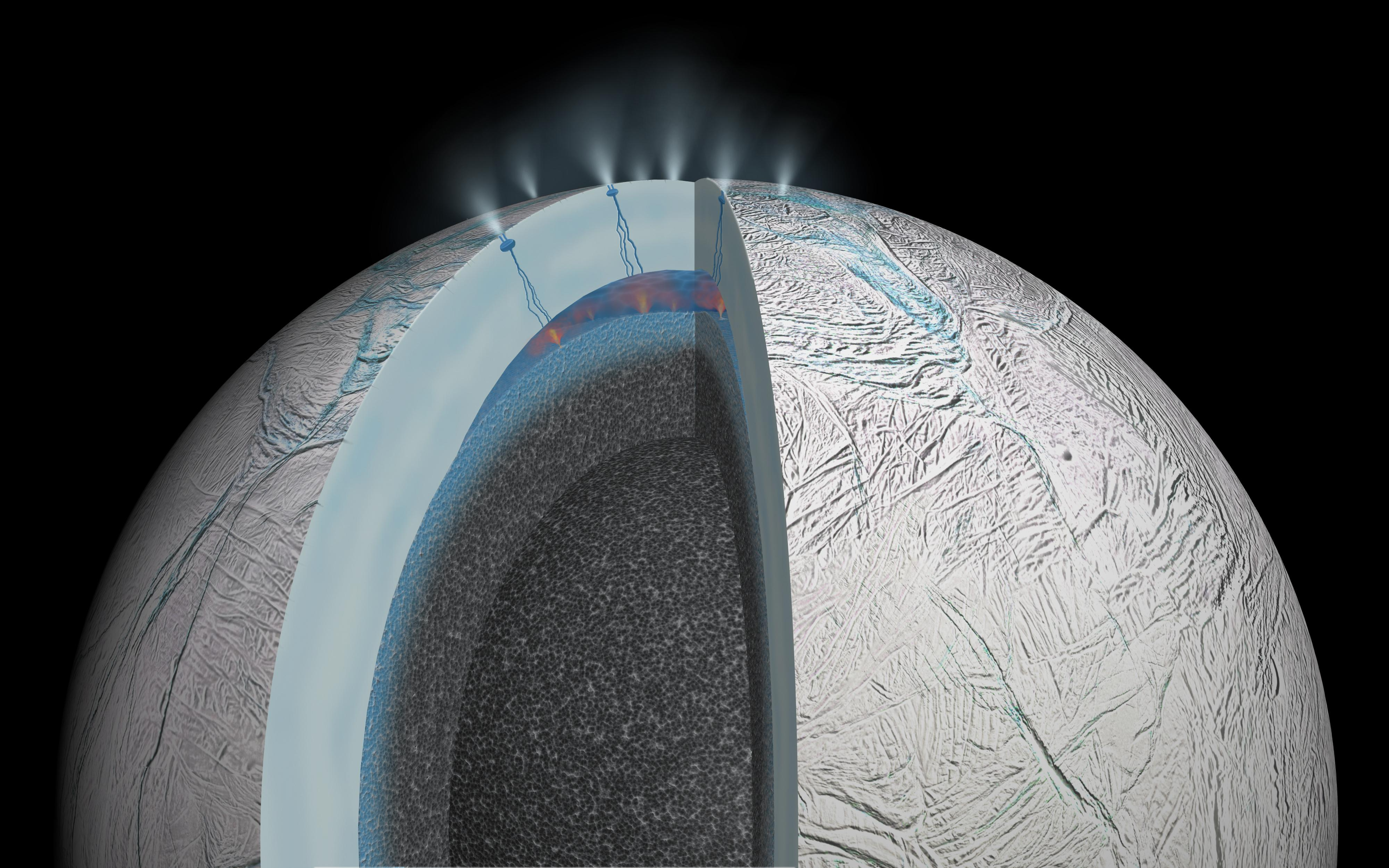
エンケラドゥスの地下の海の想像図。

エンケラドゥスには、生命に必要とされる有機物と熱源、そして液体の水の3つの要素が全て揃っていることから、地球外生命の有力な候補地として考えられている。
土星探査機カッシーニによる2008年3月の南極域のホットスポットの観測では、その温度が摂氏マイナス93度であることと有機物が存在することが確認された。次いで2009年6月の観測では、エンケラドゥスの水蒸気から塩化ナトリウムや炭酸塩を検出している。
その後も観測と分析は続けられ、2014年4月にはエンケラドゥスの液体の水の大規模な地下海の証拠が発見されたことも報告された。地下の海の証拠はエンケラドゥスが「太陽系で微生物が生息する可能性の最も高い場所」の一つであることを示唆している。また2023年には、海に高濃度のリンが含まれていることを示唆する論文が発表されている。
2015年3月、東京大学や海洋研究開発機構などの国際研究チームは、カッシーニ探査機が検出した微粒子の中に、岩石と熱水が反応してできる鉱物の微粒子「ナノシリカ」が含まれていることが確認されたと発表した。模擬実験を行ったところ、ナノシリカができるためには摂氏90度以上の熱水環境が必要と判明し、現在も活動が続いている可能性が高いことが分かった。地球の深海底の熱水活動は生命誕生の場の1つと言われ、研究チームは「地球外生命の発見に向けた前進」と捉えている。

### 熱水活動
2017年4月13日に、NASAはエンケラドゥス内部海の海底における熱水活動と思われる現象を発見したと公表した。この研究は、2015年にカッシーニがエンケラドゥスの南極付近をフライバイした時の分析が元になっている。このときカッシーニは表面から 48.3 km の高度を通過し、同時に表面から噴出する物質の中を通過した。探査機に搭載されていた質量分析器は噴出物中の水素分子を検出した。この水素分子は、内部海の海底における熱水活動の結果として生成されたものである可能性が高いと考えられた。このような熱水活動は、生命の存在可能性と関係していることが期待される。
エンケラドゥスの内部海に豊富に水素が存在する場合、仮に微生物が存在したとすると、海中に溶けている水素と二酸化炭素を合わせることで微生物がエネルギーを得ることが出来る。この化学反応は副産物としてメタンを生成するためメタン生成経路として知られており、地球では生命誕生後の初期段階から、この過程でエネルギーを得ているメタン菌が存在していたことが分かっている。

### リン酸の発見
2023年6月、ベルリン自由大学を中心とする研究チームは、カッシーニが観測した微粒子の成分から、地球の海水の数千 - 数万倍にもなる高濃度のリン酸（DNAの構成要素）が含まれることを発見した。地球外で液体の水に高濃度のリン酸が確認されたのはこれが初である。東京工業大学の関根康人らはエンケラドゥスの海底を模した環境で実験を行い、リン酸の濃縮はアルカリ性で炭酸濃度の高い環境で起こることがわかった。かつての地球にも、同じような環境があったと推定されている。

## 起源と進化

### 潮汐加熱とミマスパラドックス
ミマスは球形をした土星の衛星の中では最も内側を公転しており、エンケラドゥスのすぐ内側に存在する。しかしミマスはエンケラドゥスよりも強い潮汐力を受けており潮汐加熱が大きいはずであるにも関わらず、活発であるエンケラドゥスとは対照的に地質学的には死んだ天体である。この矛盾はミマスパラドックス (あるいはミマス・エンケラドゥスパラドックス) と呼ばれている。
このパラドックスは、両天体の主要な組成である氷の温度依存性のある特性によって部分的に説明できる可能性がある。単位質量あたりの潮汐加熱は {\displaystyle q_{tid}={\frac {63\rho n^{5}r^{4}e^{2}}{38\mu Q}}}と書くことができる。ここで {\displaystyle \rho } は衛星の密度、{\displaystyle n} は衛星の平均運動、{\displaystyle r} は衛星の半径、{\displaystyle e} は衛星の軌道離心率、{\displaystyle \mu } は剛性率、{\displaystyle Q} は無次元の潮汐散逸係数である。この式から、物性値が同じ場合はミマスの {\displaystyle q_{tid}} の値はエンケラドゥスよりも40倍大きくなることが期待される。しかし実際には {\displaystyle \mu } と {\displaystyle Q} は温度依存性のある物理量である。温度が高くなり融点に近づくと、{\displaystyle \mu } と {\displaystyle Q} は小さくなるため、潮汐加熱は大きくなる。エンケラドゥスの内部構造のモデルでは、内部の温度勾配が小さい低エネルギーの熱状態の場合も、大きな温度勾配を持った「励起された」高エネルギー状態で対流が発生するような場合も、どちらもが安定であると考えられている。しかしミマスの内部構造のモデルでは、土星に近いにも関わらず低エネルギーの状態のみが安定であると考えられている。そのため、ミマスは低い内部温度を持つ (従って {\displaystyle \mu } と {\displaystyle Q} が大きい) 状態である一方で、エンケラドゥスは高い内部温度を持つ ({\displaystyle \mu } と {\displaystyle Q} が小さい) ことが許される。この場合、土星に近いミマスの潮汐加熱が小さく、遠いエンケラドゥスの潮汐加熱が大きい理由が説明できる。この状態が実現されるためには、エンケラドゥスがどのようにして初期に高エネルギー状態に至ったのかを説明するさらなる過去の情報が必要である。例えば、放射性物質の崩壊による加熱がさらに多かった、過去の軌道離心率が大きかった、などである。
エンケラドゥスの密度はミマスよりも大きい (1.61 と 1.15 g/cm3) ことから、エンケラドゥスはミマスよりも岩石を多く含んでおり、従って放射性物質の崩壊による加熱がミマスよりも大きかった可能性があり、この要素もミマスパラドックスを解決する上で重要であると考えられている。
ミマスやエンケラドゥス程度のサイズの氷衛星が潮汐加熱と対流の「励起状態」に至るためには、初期の内部熱を失いすぎる前に軌道共鳴を起こす必要があることが示唆されている。ミマスは小さいためエンケラドゥスよりも速く冷える。そのため、軌道共鳴によって駆動される対流を引き起こすための機会はエンケラドゥスと比べて短かった可能性があり、これが両者の内部構造の違いを生み出した可能性がある。

### 噴出物による質量の減少
エンケラドゥスは現在1秒あたり 200 kg の質量を失っている。この質量放出が45億年にわたって続いたと考えると、エンケラドゥスは初期の質量からおよそ30%を失った計算になる。エンケラドゥスがミマスと同じ密度であったとすると、この初期の質量に近い値となる。このことは、エンケラドゥス南極領域での地殻変動は、主に沈降と質量放出に伴う沈み込みに関連している可能性があることを示唆している。

## 画像

エンケラドゥスの地形図。
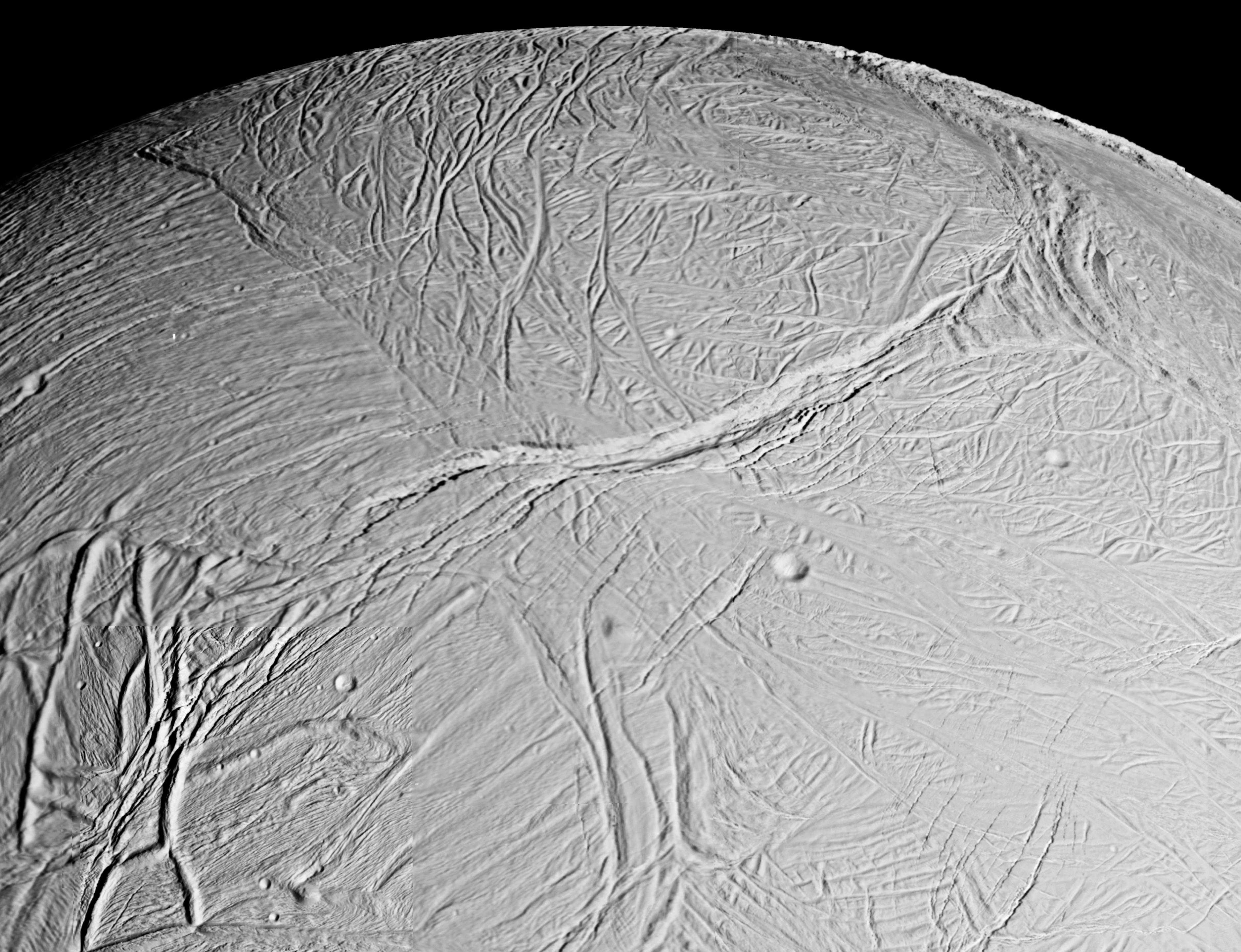
エンケラドゥスの地表。
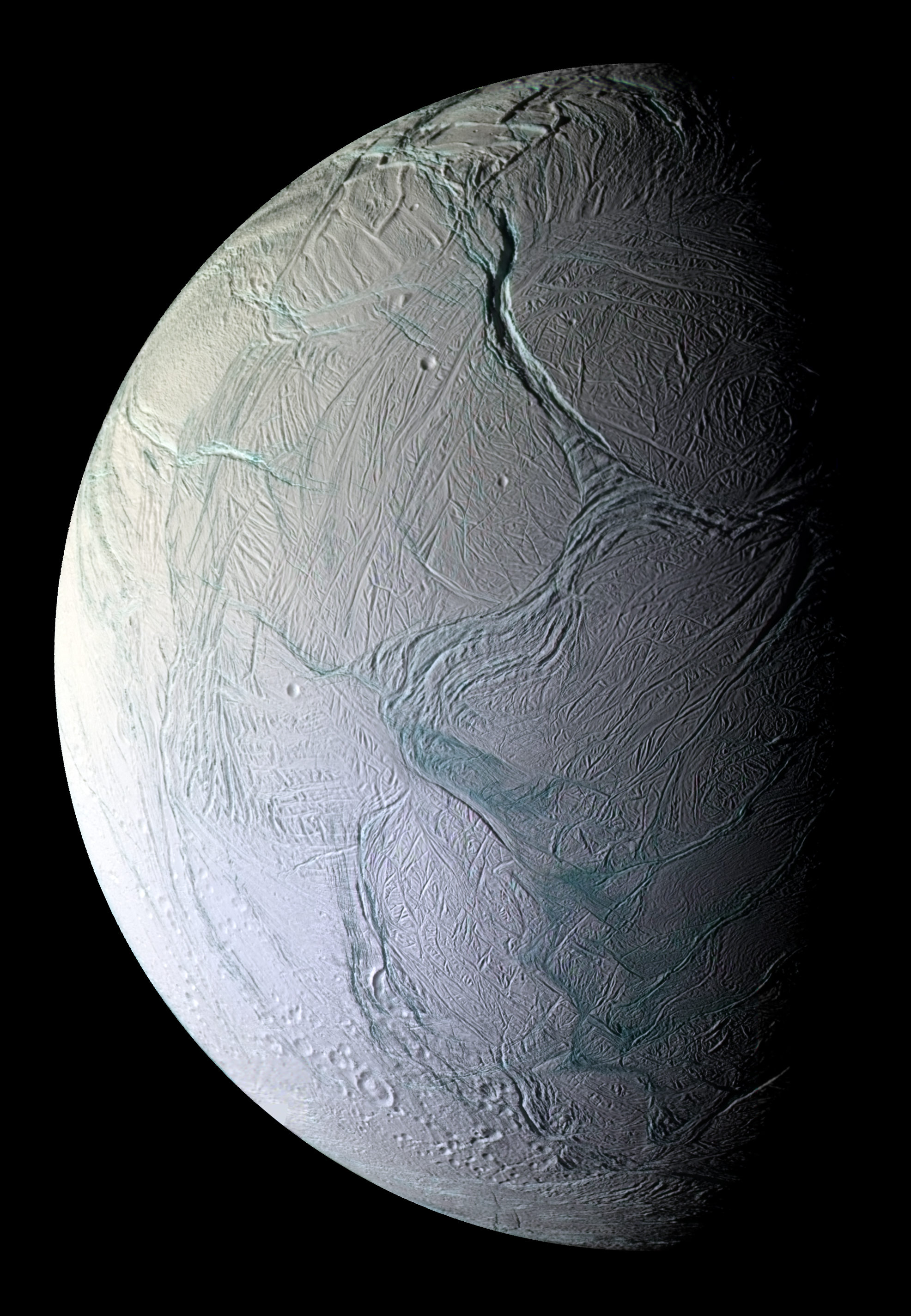
エンケラドゥスの南半球。
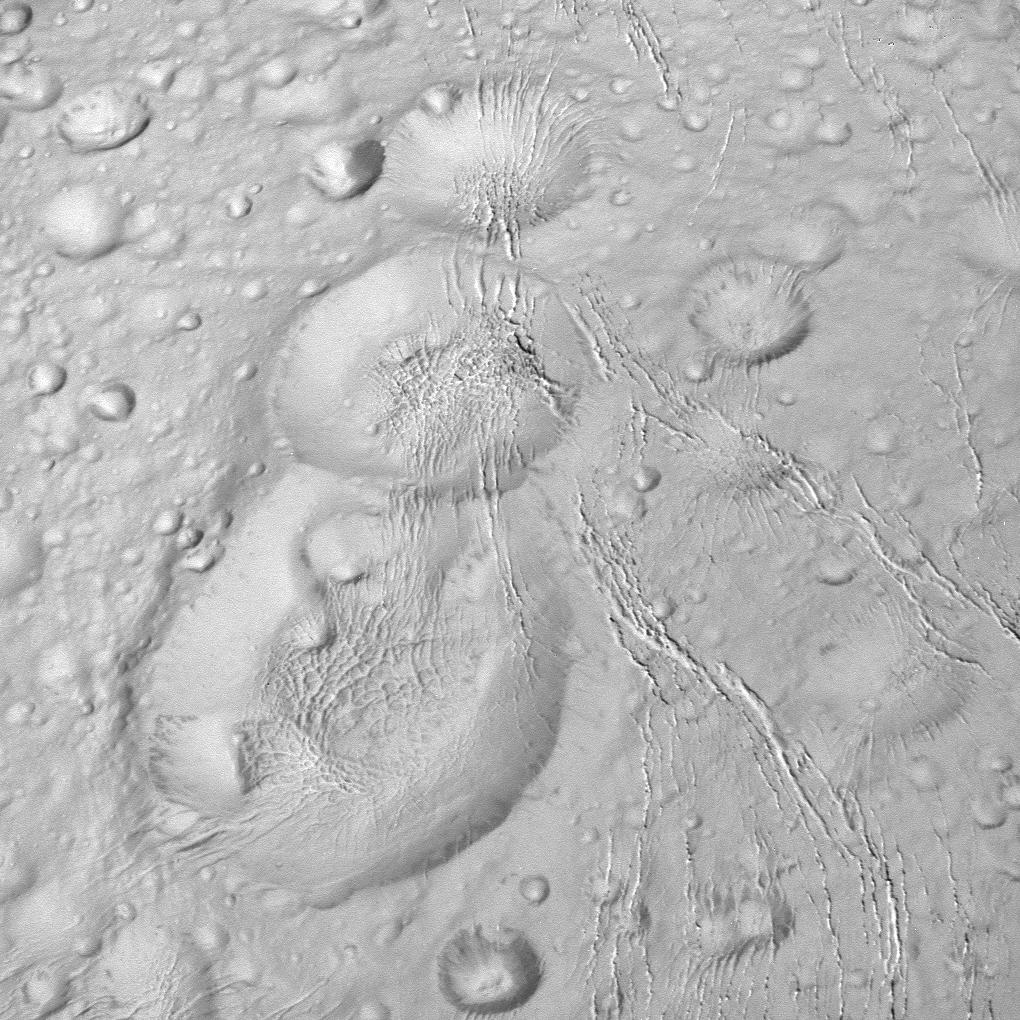
エンケラドゥス北極のクレーター。
エンケラドゥスの全球。
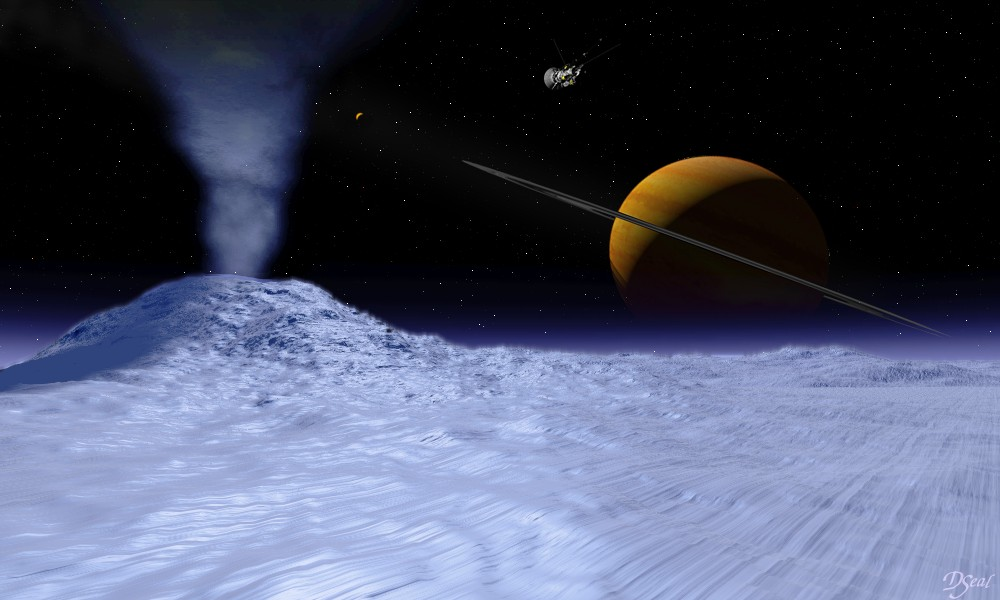
エンケラドゥスの地表の想像図。凍った地面から、火山のように水蒸気が噴出している。